# Grand Banks Yachts
Grand Banks Yachts Limited ist ein international bekannter Hersteller von Trawleryachten.

## Geschichte
Die Bootswerft hat ihre Ursprünge in Hongkong, wo sie 1956 als American Marine begann, Segel- und Motorboote nach Kundenwünschen aus Holz zu bauen. Mit der Spray, einem 36 Fuß langen Verdränger, wurde 1963 der Prototyp einer Trawleryacht entworfen und gebaut. Dieser neue, robuste und optisch gefällige Bootstyp war so erfolgreich, dass die Firmengründer entschieden, ihre Boote nur noch in Serie zu bauen. Die Serienproduktion begann 1965, erstmals unter dem Namen Grand Banks, und die unterschiedlichen Modelle wurden jeweils nach ihrer Länge in Fuß bezeichnet. 1968 wurde der Betrieb nach Singapur verlegt und seit 1973 werden die Trawleryachten aus glasfaserverstärktem Kunststoff hergestellt.
Der Erfolg von Grand Banks führte dazu, dass konkurrierende Werften in den 1970er-Jahren ebenfalls mit der serienmäßigen Fertigung von Trawleryachten begannen.

## Grand Banks Heritage Models

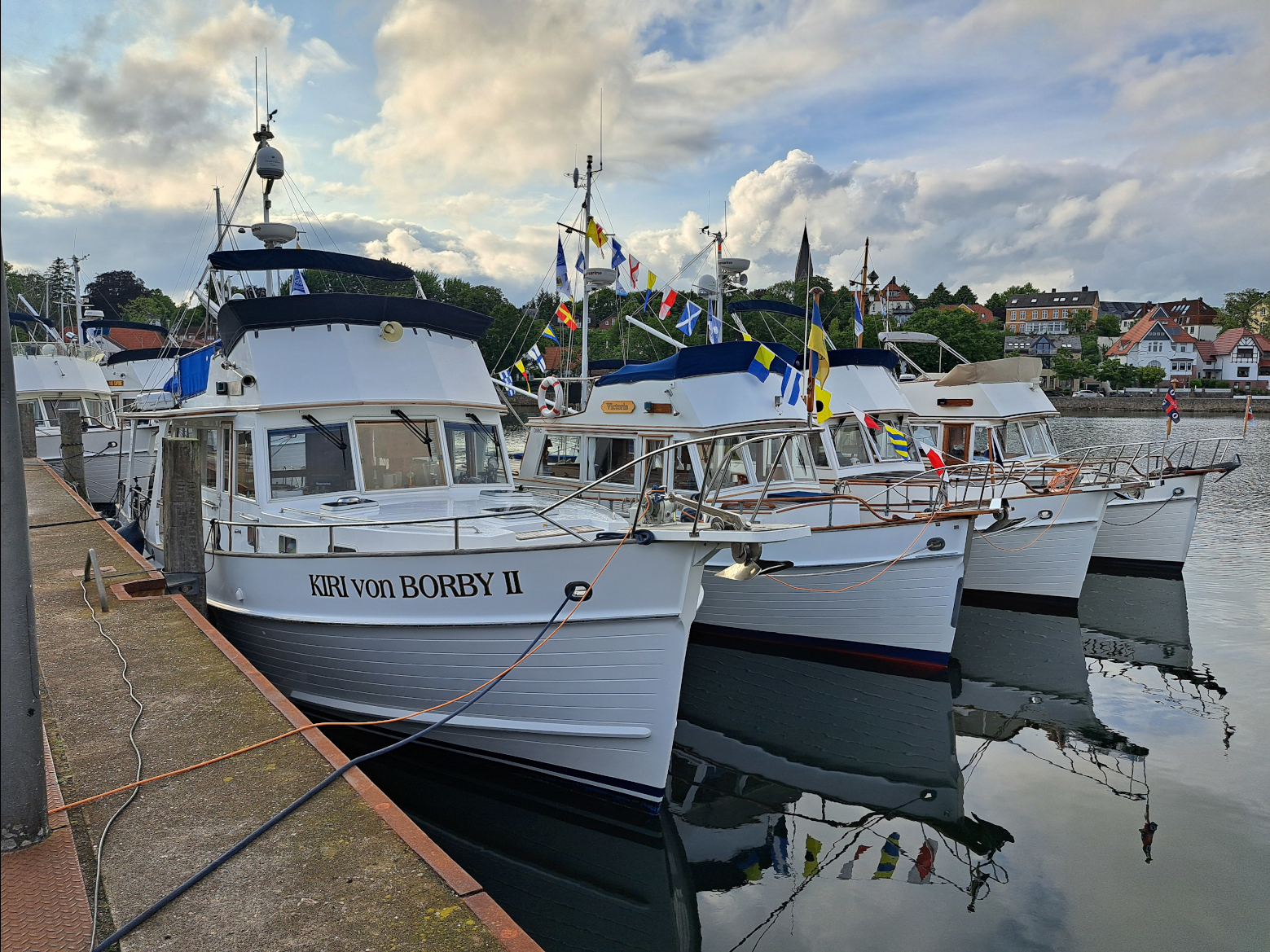
Grand Banks-Treffen in Eckernförde (Juni 2025)

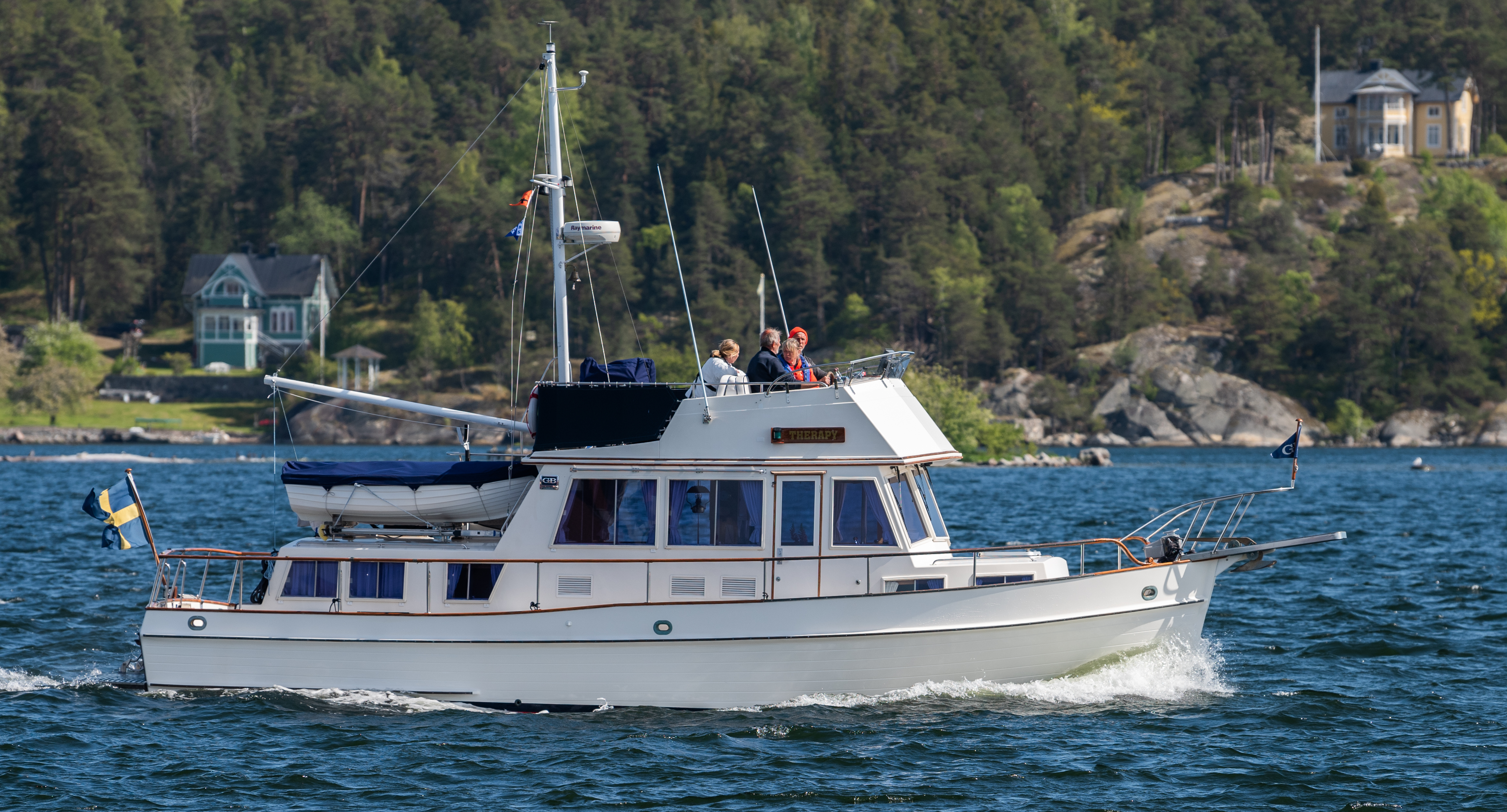
Ein Grand Banks Heritage Model

Von den klassischen Verdrängern sind folgende Stückzahlen bekannt:
- Die Grand Banks 32 wurde über drei Jahrzehnte lang produziert und mit der Baunummer 861 endete 1996 deren Produktion.
- Von der Grand Banks 36 wurden 1124 Yachten abgeliefert.
- Die Produktion der Grand Banks 42 endete 2005 nach 1560 Yachten.

## Gegenwart

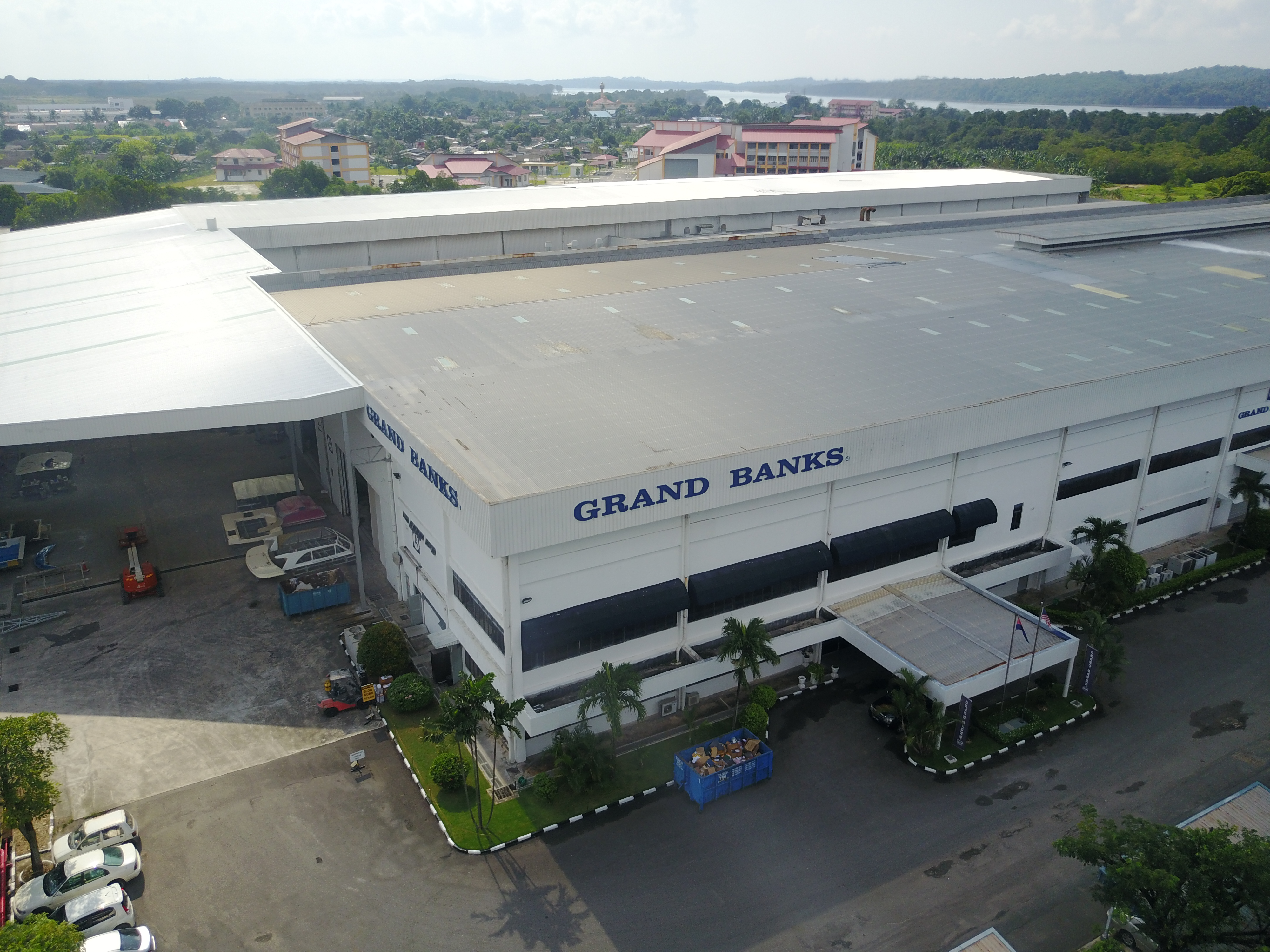
Werfthallen in Pasir Gudang

Seit 1976 ist Grand Banks Yachts Ltd. eine Holding mit Sitz in Singapur. Der Werftbetrieb ist im malaiischen Pasir Gudang angesiedelt und das Kundenbüro für den Direktvertrieb in Stuart (Florida). Das Unternehmen ist im Singapore Exchange gelistet.
In den Werfthallen am Nordufer der Straße von Johor werden nur noch stark motorisierte Halbgleiter hergestellt.

## Vereinigungen
Im europäischen Raum sind zwei Vereinigungen bekannt, in denen sich Eigner von Grand Banks Trawlern zusammengeschlossen haben: Die Amicale Grand Banks West-Europe und die Amicale Grand Banks Méditerranée.